# Sätesventil
En sätesventil är en vanlig typ av ventil, som finns i utföranden med enkelt eller dubbelt ventilsäte. Den stänger genom att en kropp, vanligen en konisk ventilkägla, täpper till en öppning (i ventilens säte). Käglan är monterad på en spindel som styrs utifrån. Flödet kan varieras genom att käglan lämnar öppningen mer eller mindre fri. Förutom kägelventilen är även tallriksventilen och nålventilen exempel på sätesventiler.
Om två käglor sitter på samma spindel, och har var sitt säte, kan man konstruera ventilen så att flödet delar sig två delar: en del som hjälper till att stänga och en del som hjälper till att öppna. Fördelen med denna variant är att den kräver mindre kraft vid regleringen av flödet, än när endast en enkel kägla ska öppna och stänga. Nackdelen är att det är svårare att få en tätande ventil i detta utförande.